# بیناجنس و ال‌جی‌بی‌تی
افراد بیناجنس با ویژگی‌های جنسی (مانند اندام تناسلی، غدد جنسی، و الگوی کروموزومی) که با تعاریف معمول برای بدن مردانه یا زنانه متناسب نیستند. آنها به‌طور قابل ملاحظه‌ای بیشتر از جمعیت غیربیناجنسی به عنوان لزبین، گی، دوجنسگرا یا تراجنسیتی (ال‌جی‌بی‌تی) شناخته می‌شوند؛ با تخمین ۵۲٪ غیر دگرجنسگرا و ۸٫۵٪ تا ۲۰٪ با تجربه‌ای از پریشانی جنسی. اگرچه بسیاری از افراد بیناجنس دگرجنس گرا و همسوجنسیهستند، این همپوشانی و «تجارب مشترک آسیب‌های ناشی از هنجارهای جنسی و جنسیتی غالب در جامعه» منجر به این شده‌است که افراد بیناجنس اغلب تحت پوشش ال‌جی‌بی‌تی قرار بگیرند. با این حال، برخی از فعالان و سازمان‌های بیناجنسی، این گنجاندن در زیر پوشش ال‌جی‌بی‌تی را به عنوان علتی برای فراموش کردن موضوعات اختصاصی بیناجنس‌ها مانند مداخلات پزشکی غیرعمدی می‌دانند و آن را مورد انتقاد قرار می‌دهند.

## بیناجنس و همجنسگرایی
مطالعات متعددی میزان بالاتری از علاقه به همجنس را در افراد بینا جنس نشان داده‌است. مطالعه اخیر استرالیا بر روی افراد متولد شده با ویژگی‌های جنسیتی غیرمعمول، مشخص کرده‌است که ۵۲٪ از پاسخ دهندگان، دگرجنس‌گرا نیستند.

### بدن‌های کوییر
گاهی اوقات فعالان بیناجنسی مانند مورگان کارپنتر از بدن‌های بین جنسیتی به عنوان «بدن‌های کوییر» یاد کرده‌اند. فعالان و دانشمندانی نظیر کارپنتر، مورگان هولمز و کاترینا کارکازیس این ناهمگونی در منطق پزشکی را برای عادی سازی جراحی در نوزادان و کودکان متولد شده با رشد جنسی غیرطبیعی اثبات کرده‌اند.

## بیناجنس و تراجنس
بیناجنس را می‌توان با تراجنسیتی نیز مقایسه کرد، یعنی شرایطی که در آن هویت جنسیتی فرد با جنسیت اختصاص داده شده او مطابقت نداشته باشد. برخی از افراد هم بیناجنسیتی و هم تراجنسیتی هستند. یک مقاله مروری بالینی در سال ۲۰۱۲ نشان داد که بین ۸٫۵ تا ۲۰ درصد از افراد بیناجنس، آشفتگی جنسیتی را تجربه کرده‌اند.